# 有明葵衣
有明 葵衣（ありあけ あおい、1986年5月21日 - ）は、秋田県大仙市（大曲市）出身のバスケットボール選手である。ニックネームは「アオイ」。ポジションはガード。

## 来歴
兄の影響でバスケットボールを始め、秋田経法大附高校では1年より全国大会に出場。2年生ながら主将を務めウィンターカップベスト4に導く。3年でも主将を務める。
筑波大学でも1年よりレギュラーを射止め、全国大会で活躍。大学でも4年で主将となり、スポーツマンシップ賞を受賞。ユニバーシアード代表にも選出される。
卒業後、富士通に入社する。2015年退団。現在は富士通社員の傍ら、三人制バスケ3x3チーム・TOKYO DIMEでプレーする。
2021年、Wリーグの理事に就任。

## 経歴
- 秋田経法大附高校 - 筑波大学 - 富士通（2009年～2015年）

## 日本代表歴
- 2007年ユニバーシアード

## 参照
1. ↑  “有明葵衣”.   バスケットボールデータベース (2021年6月7日). 2022年3月2日閲覧。
2. ↑  “新理事・監事就任について”.   Wリーグ (2021年6月7日). 2021年6月7日閲覧。